# بيتا مقلنس
بيتا مقلنس (الاسم العلمي: Pitta sordida) (بالإنجليزية: Hooded Pitta)‏ هي نوع من الطيور تتبع جنس البيتا من فصيلة طيور البيتا.